# Kopanica (województwo wielkopolskie)

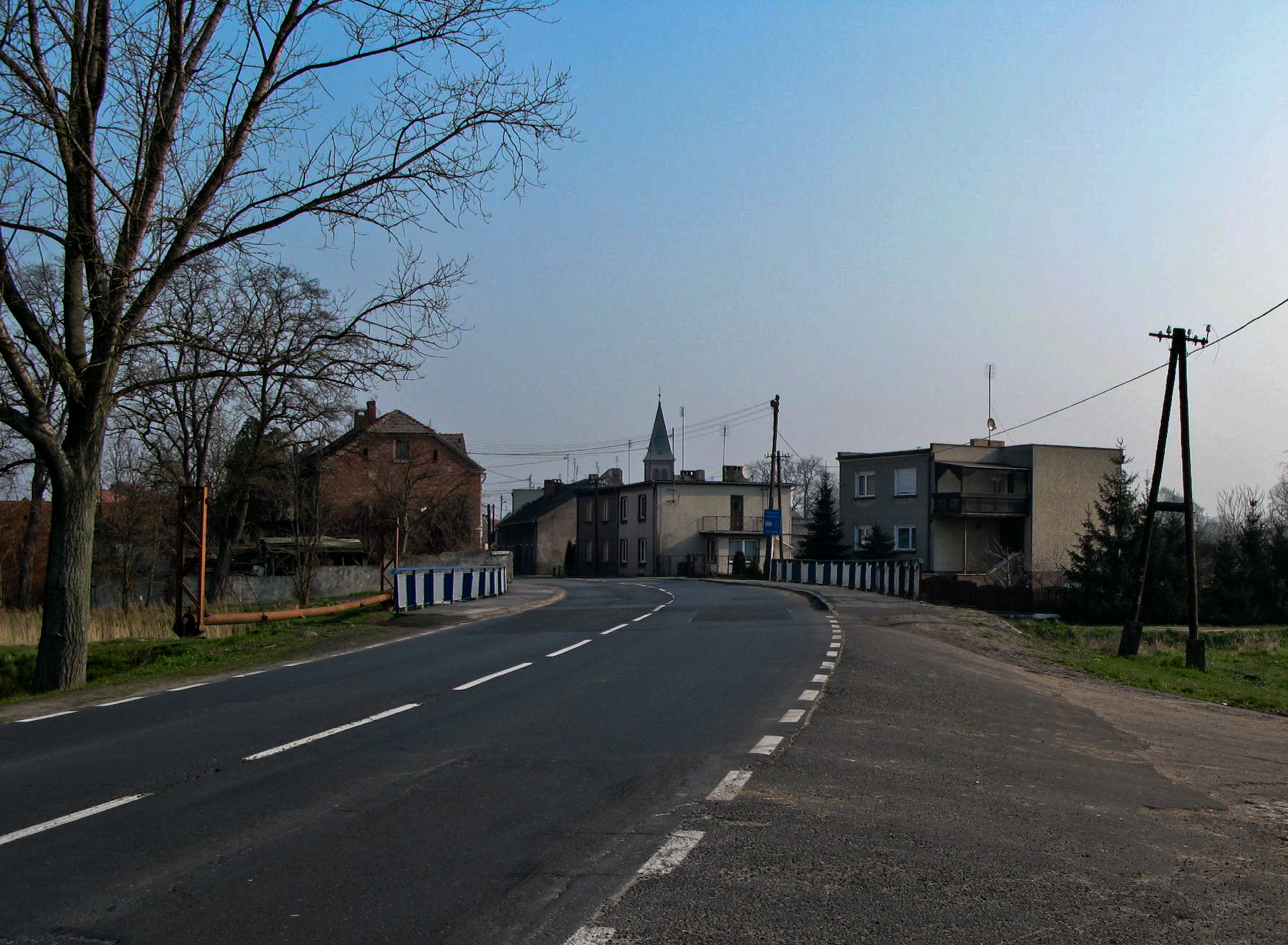
Most graniczny (granica polsko-niemiecka w latach 1921–1939), widok od strony zachodniej (2007)

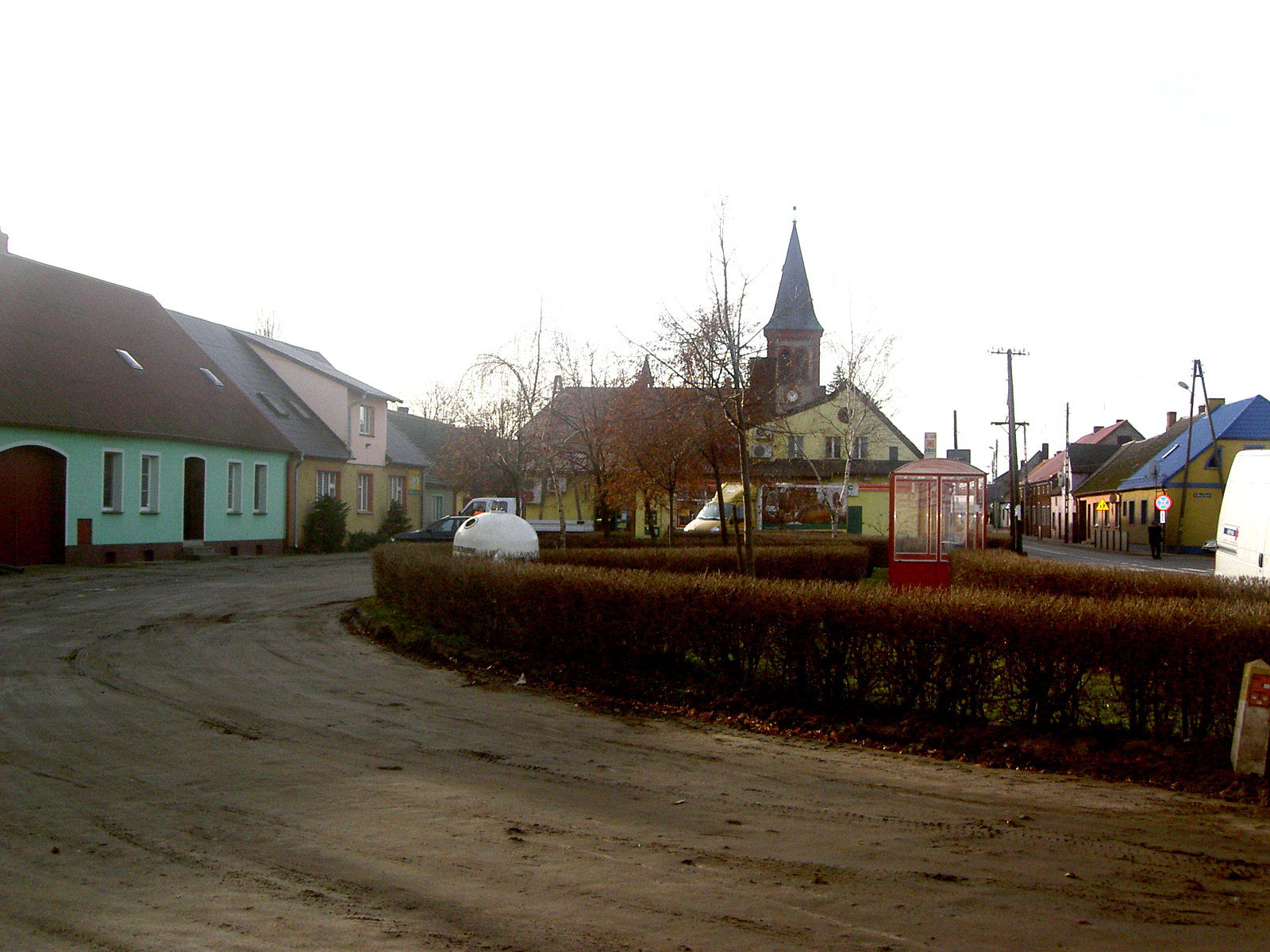
Rynek Lampartopolu – dawniej oddzielnego miasta, obecnie części Kopanicy (2009)

Herb dawnego miasta Kopanicy

Kopanica (niem. Kopnitz) – wieś w Polsce położona w województwie wielkopolskim, w powiecie wolsztyńskim, w gminie Siedlec. Dawniej miasto.

## Obecnie
We wsi znajdują się dwa rynki: stary i nowy, który jest pozostałością dawnego miasta Lampartopol.

## Historia
Wieś pierwotnie związana była z Wielkopolską. Istnieje od pierwszej połowy XV wieku i ma metrykę średniowieczną. Po raz pierwszy odnotowana została jako miasto w języku staropolskim w łacińskim dokumencie z 1432 we fragmencie „civitas Copanica" (pol. „miasto Kopanica”). Z 1438 pochodzi inny zapis łaciński o miejscowości „oppidum regale Copanicza” (pol. „miasto królewskie Kopanica”), który świadczy o tym, że Kopanica była wówczas miastem królewskim należącym do uposażenia króla polskiego czyli królewszczyzną. Uzyskała lokację miejską w średniowieczu, a zdegradowana została w 1934 w okresie II Rzeczpospolitej.
Miejscowość istniała być może już wcześniej niż odnotowały to zachowane zapisy historyczne. Pieczęć miejską z 1432 opisał i sklasyfikował jako czternastowieczną polski numizmatyk, sfragistyk oraz historyk Marian Gumowski w swojej pracy pt. „Najstarsze pieczęcie miast polskich XIII i XIV wieku”. Widnieje na niej średniowieczny herb miasta - ryba ustawiona głową w lewo, nad głową ryby widnieje trójlistna korona, a obok poziomo ułożony jest róg jeleni. Autor uważa, że Kopanica miała własny samorząd miejski już w 1319. Pieczęć tą w 1432 miasto Kopanica opatrzyła akt, w którym panowie i miasta województwa poznańskiego zobowiązali się, że po śmierci króla polskiego Władysława II Jagiełły obiorą królem Polski jednego z jego synów.
Miejscowość była początkowo miastem królewskim należącym do uposażenia króla polskiego czyli tzw. „królewszczyzną”. W 1507 leżała w starostwie kopanickim w powiecie poznańskim województwa poznańskiego w Koronie Królestwa Polskiego. Od 1408 była siedzibą własnej parafii.
Pierwszy zachowany zapis o miejscowości pochodzi ze źródeł kościelnych. W 1408 kancelaria biskupa poznańskiego  Wojciecha Jastrzębca odnotowała kościół już dawniej wybudowany w Kopanicy ustanawiając go kościołem parafialnym oraz erygowała nową parafię kopanicką, do której włączyła obie wsie Kopanica - Kopanicę Wielką i Kopanicę Małą, a także Kargowę, Chwalim i Wąchabno, które dotąd miały utrudniony dostęp przez rozlewiska Obry do swego dotychczasowego kościoła parafialnego w Niałku Wielkim oraz wieś Jaromierz, z której „droga do tegoż kościoła prowadziła przez lasy pełne niebezpieczeństw”. Kościół parafialny w Kopanicy z woli króla polskiego Władysława II Jagiełły otrzymał uposażenie w postaci: dwóch łanów roli, placu na dom rektora, ogrodu, łąki i jazu na rzece Obrze, rybaka z wolnym ogrodem, 60 pni sosnowych na barcie pszczele ustawiane w borach kopanickich oraz jeden wierteł mąki żytniej z młyna kopanickiego. Ponadto odnotowano, że pleban będzie otrzymywał dziesięcinę z folwarków w Jaromierzu, Kargowie i Chwalimiu. Dokument wspomniał także miejscowego plebana Jana, dotąd plebana w Komorowie koło Wolsztyna, którego na to stanowisko wyznaczył biskup.
W Kopanicy już w średniowieczu istniała szkoła. W 1408 odnotowano dom rektora, a w 1429 wspomniany został Andrzej rektor szkoły kopanickiej, który pozwany został do sądu przez Andrzeja rektora szkoły w Kiebłowie (obecnie Kębłowo) o to, że siłą uprowadził z Kiebłowa kleryka Pawła. Andrzej rektor z Kopanicy zeznał natomiast, że Paweł przebywa w Kopanicy z własnej woli .
W 1418 Mikołaj pleban kopanicki obiecał zapłacić 16 skudów Janowi zwanemu Sędzia, kmieciowi z Wierzenicy. W 1425 Michał Żmudek witryk kościoła parafialnego w Niałku dopominał się o 10 grzywien zapisanych mu w testamencie przez zmarłego Wawrzyńca plebana w Kopanicy na budowę kościoła w Niałku. W 1426 witrycy kościoła parafialnego w Kopanicy pozwali opata z Obry o kamień wosku, który należał się ich kościołowi na mocy zawartej ugody. W 1428 Jan pleban kopanicki toczył spór sądowy z braćmi Burchardem i Mikołajem z Kargowy o meszne od wszystkich wieśniaków z tej wsi. W 1498 po procesie o zniesławienie w kościele parafialnym w Kopanicy Michał pleban z Obry miał publicznie odwołać obraźliwe zarzuty (łac. „se facere compurgacionem – publice”) przeciw pani Katarzynie Jaromirskiej z Jaromierza.
W 1510 do parafii kopanickiej należały miasto Kopanica, Wielka Wieś i Mała Wieś, Wąchabno, Kargowa i Jaromierz. Pleban kopanicki otrzymywał po 7 ternarów z każdego domu w mieście Kopanicy oraz opłatę zwaną meszne z wszystkich wsi po jednym korcu (łac „coretum”) żyta i jednym korcu owsa oraz 4 grosze z każdego półłanka, a połowę tych świadczeń z kwart roli w Jaromierzu, jeden korzec mąki co sobotę z młyna zbożowego w Kopanicy oraz dziesięciny z folwarku w Kargowie. W 1519 król polski  Zygmunt I Stary zaprezentował Wojciecha z Kiebłowa (obecnie Kębłowo) jako kandydata na plebana kopanickiego po rezygnacji plebana Jana z Grodziska.
Miejscowość odnotowały również historyczne rejestry podatkowe. W latach 1463-1464 Kopanica zapłaciła podatek miejski zwany cyzą w 7 ratach: 8 groszy, 8 gr, 6 gr, 7 gr, 6 gr, 4,5 gr, 6,5 gr - razem 46 groszy. W 1507 miasto zapłaciło jedną grzywnę szosu. W 1521 oraz w 1524 miasto Kopanica zostało zobowiązane do wysyłania wozów wojennych na wyprawy pospolitego ruszenia jednak liczby wozów w dokumencie nie podano. W 1563 miejscowość zapłaciła dwa floreny podwójnego szosu od 20 rybaków, dwóch komorników, 10 rzemieślników, dwóch kotłów gorzałki oraz od młynarza, który miał dwa koła walne, a ponadto jedne koło nieczynne. W 1581 miasto Kopanica zapłaciło 3 floreny 6 groszy podwójnego szosu. Ponadto podatki zapłacili szewc, dwaj krawcy, jeden kuśnierz, kowal, dwie piekarki, 4 rybacy, dwóch komorników. We wsi stał młyn walny o 2 kołach wodnych. Mieszkańcy palili gorzałkę ale nie podano liczby kotłów. Całkowity dochód z miasta wynosił 10 florenów i 17 groszy.
W 1542 odnotowano skład rady miejskiej w Kopanicy. Wiosną w radzie zasiadali: burmistrz Stanisław Liczba oraz rajcy: Wojciech Pipa, Kasper Świergot, Wacław Lisek. Marcin Garwona. W  okresie Adwentu: burmistrz Błażej Deczki, rajcy: Kasper Świerkot, Walenty Storzon, Bednar lub Bernard Banczec, Bartosz Pizda.
Z pierwszej połowy XVI wieku zachował się dokument opisujący miejscowość i okolicę. W 1543 tenutariuszem kopanickim był Piotr Opaliński, który na prośbę mieszczan z Kopanicy wydał przywileje w miejsce dokumentów wydanych przez jego poprzedników, a które zniszczone zostały przez pożar. Przywilej zawiera wykaz czynszów z ról mieszczańskich: „Sczilyna” zapłacił 0,5 grzywny bez 2 groszy od trzech róznych kawałków roli położonych pod wzgórzem, za groblą albo Gacią po lewej stronie drogi do boru oraz na przedmieściu w stronę Zbąszynia. Z kolei Jan Dudek płacił 0,5 grzywny bez 2 groszy od dwóch folwarków roli położonych na prawo pod borem oraz za kościołem parafialnym pomiędzy wodami rzek. Kasper rajca zapłacił 8 groszy od folwarku roli i ogrodu położonych na przedmieściu. Wacław zapłacił 9 groszy od ogrodu oraz od roli zwanej Górka przy drodze do Małej  Wsi (łac. „Pagus Novus”). Nipa zapłacił 8 groszy od fołwarku położonego przy Olszy. Chalasta zapłacił 3 grosze od ogrodu położonego na przedmieściu. Stanisław burmistrz (łac. „archiconsul”) zapłacił 3 grosze od ogrodu, Sebastian syn Dudka zapłacił dwa grosze od łąki położonej za ogrodem. W dokumencie odnotowano jako świadków: burmistrza Stanisława Liczbę oraz rajców: Kaspra zwanego Acialis (Konieczny), Wacława Lorka, Pawła Pabisza, Marcina Garwona oraz Jana Dudka.
Pod koniec XVI wieku leżała w powiecie kościańskim województwa poznańskiego w Rzeczypospolitej Obojga Narodów. Wskutek II rozbioru Polski w 1793, miejscowość przeszła pod władanie Prus i jak cała Wielkopolska znalazła się w zaborze pruskim.
W styczniu 1919 stoczono tu bitwę powstania wielkopolskiego. W okresie międzywojennym stacjonowała tu placówka 17 batalionu celnego, a później placówka Straży Granicznej I linii „Kopanica”.
Do 1934 roku Kopanica posiadała prawa miejskie. Była najmniejszym miastem II RP, licząc w 1931 roku zaledwie 640 mieszkańców. Prawa miejskie utraciła 13 czerwca 1934 roku. W latach 1934–1954 istniała zbiorowa gmina Kopanica. Do 1939 roku znajdował się w Kopanicy posterunek graniczny, mieszczący się w okazałym ostatnim domu po prawej stronie drogi z Poznania do Zielonej Góry. Pozostałości budynków celnych, strażniczych po dawnej niemieckiej stronie granicy są zachowane częściowo (m.in. fundamenty po budynku strażniczym bezpośrednio przy drodze krajowej 32).
W latach 1975–1998 miejscowość administracyjnie należała do województwa zielonogórskiego.
1 stycznia 2013 część obszaru administracyjnego Kopanicy (1,23 ha) przyłączono do gminy Kargowa w województwie lubuskim.

## Zabytki
W kościele parafialnym znajduje się tablica pamiątkowa z 1930 roku poświęcona tragicznym wydarzeniom w Kargowej z 1793 roku. Wówczas – w tym położonym 5 km na zachód od Kopanicy miasteczku – miał miejsce czynny zbrojny opór skierowany przeciw zaborcom, w tym wypadku wojskom pruskim. W 2004 roku do rejestru zabytków został wpisany dawny kościół ewangelicki z lat 1858-59 oraz kościół Najświętszej Maryi Panny Wniebowziętej.

## Konkurs Muzyki Ludowej
W Kopanicy odbywa się (reaktywowany w 2001 roku) Konkurs Muzyki Ludowej. Pierwsza edycja miała miejsce w 1937 roku. Jest to jeden z największych przeglądów muzyki koźlarskiej i dudziarskiej w Polsce, mający bogatą oprawę programową m.in.: przejazd zabytkowym pociągiem z parowozem z Poznania przez Wolsztyn do Kopanicy, który dowozi uczestników festiwalu, msza koźlarska w Kościele NMP w Wolsztynie (najstarszy wizerunek koźlarza w Wielkopolsce znajduje się na plafonie nawy głównej).
VI Konkurs Muzyki Ludowej – w 70. rocznicę pierwszego spotkania muzyków odbył się w dniach 15–17 czerwca 2007.
Udział wzięli artyści m.in. z Podhala (Kapela Góralska Jana Karpiela Bułecki z Zakopanego, Zespół Regionalny „Połanioki” z Kościeliska), Czech (Kapela Dudziarska „Prdus” z Pragi) oraz Anglii („Horseplay” z Durham).
Muzycy zaprezentowali swój kunszt na Szlaku Koźlarskim im. Tomasza i Walentego Brudłów (Kopanica-Wąchabno-Wojnowo-Stare Kramsko), w czasie Dudziarskiego Pleneru i Nocy Świętojańskiej nad jeziorem w Wąchabnie, a także na trasie przejazdu specjalnego pociągu 16 czerwca 2007 relacji Wolsztyn-Kopanica (na stacjach Wolsztyn, Powodowo, Żodyń i Kopanica) oraz „Dudziarskiego Pociągu” na trasie Poznań-Wolsztyn 17 czerwca 2007.
Wykonano także pamiątkową fotografią uczestników Konkursu pod kościołem w Kopanicy – na wzór fotografii z 1937 roku.